# Untet sebaci

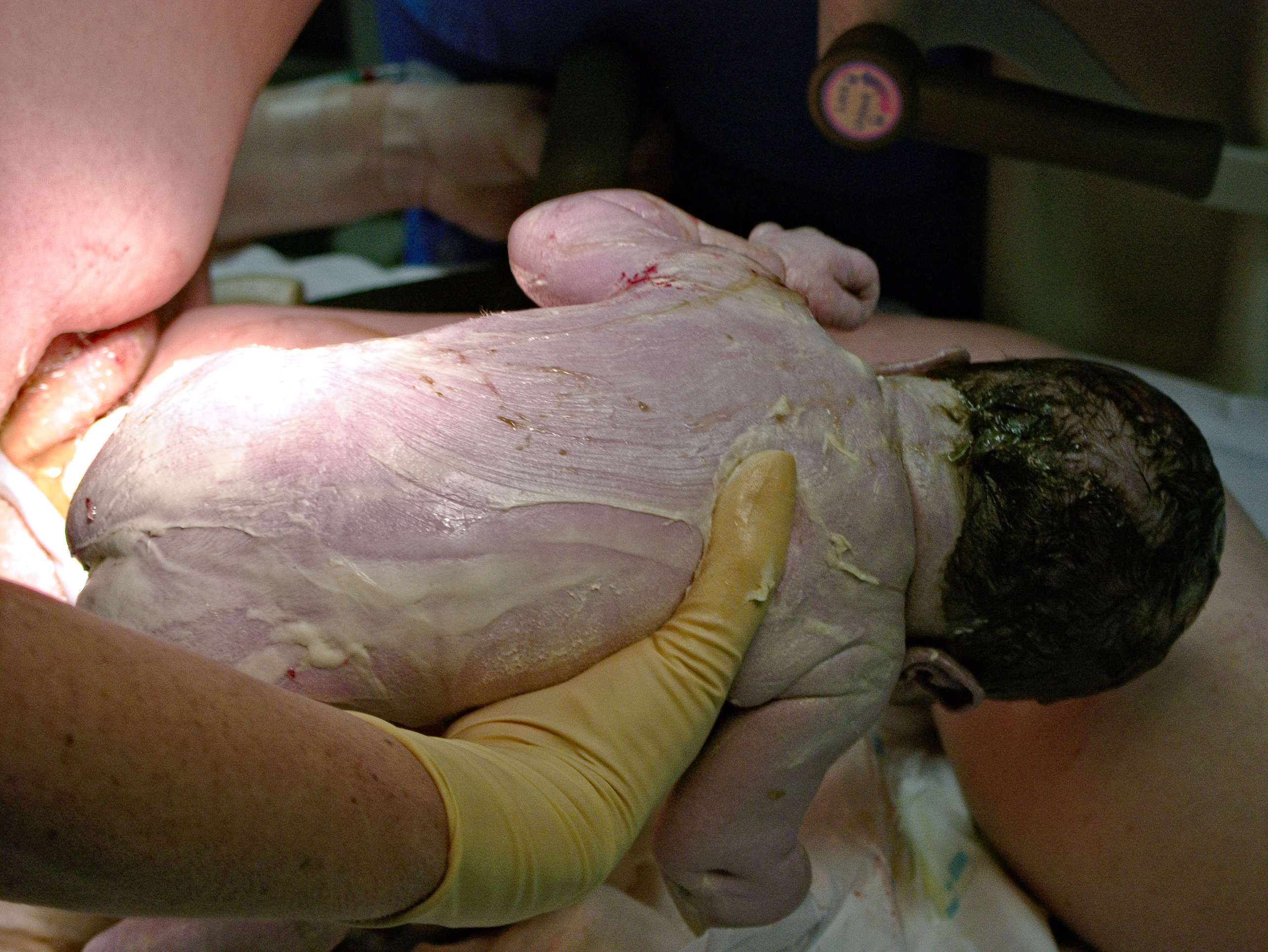
Vèrnix en la pell del nadó

L'untet sebaci és la substància blanca i gelatinosa que cobreix la pell dels nadons que acaben de néixer. Al cap de pocs dies desapareix completament, absorbit per la pell o després de rentar el nounat. Correspon al terme llatí vernix caseosa.